# Wolfgang Lazius
Wolfgang Laz, mejor conocido por su nombre latinizado Wolfgang Lazius (Viena, Austria, 31 de octubre de 1514-Viena, Austria, 19 de junio de 1565), fue un humanista austríaco que trabajó como cartógrafo, historiador, físico y médico. Por sus conocimientos que abarcan diversas disciplinas es considerado un polímata.

## Biografía
Lazius nació en Viena y allí estudió medicina, llegando a ser profesor universitario en la facultad de medicina de la Universidad de Viena en 1541. Tiempo después, se convirtió en restaurador de las colecciones de arte del Sacro Imperio Romano Germánico y en el historiador oficial del emperador Fernando I. Durante su cargo, escribió un gran número de trabajos históricos, investigando y viajando lejos para obtener, y a veces robar, documentos de monasterios y otras bibliotecas.
Lazius realizó también mapas de Austria, Baviera, Hungría y Grecia, actualmente considerados de gran importancia para la historia de la cartografía. Entre sus obras destaca Typi chorographici provinciarum Austriae (1561), libro que recuerda a los primeros atlas históricos, pese a que tenga una clara pretensión de celebrar la Monarquía de los Habsburgo más que a servir de documento histórico.
Se cree que la pintura de El bibliotecario, elaborada por el pintor italiano Giuseppe Arcimboldo, es un retrato de Lazius.

## Obras destacadas
- De gentium aliquot migraciónibus (1557). Sobre la migración de pueblos.
- Vienna Austriae. Historia de Viena, editado por H. Arbemann en 1619.
- Typi chorografici Provinciarum Austriae (1561). Antología de once mapas comentados, atlas más antiguo de Austria.